# Fire Music
Fire Music è un album discografico del musicista jazz Archie Shepp pubblicato dalla Impulse! Records nel 1965.

## Il disco
Fire Music è un disco fortemente impregnato di "umori" politici caratteristici del periodo storico nel quale venne registrato. Il brano posto in apertura dell'album, Hambone, è significativo nell'illustrare fin dall'inizio la tensione sociale, la passione politica, insita nell'avanguardia jazz dell'epoca; con i suoi dodici minuti di durata è un pezzo costituito da aspirazioni atonali su deflagranti assoli al sax tenore di Shepp, dal sassofono alto di Marion Brown, dal trombone di Joseph Orange, dalla tromba di Ted Curson, e dalla batteria di Joe Chambers. La tematica del brano è il sentimento di ritrovata identità razziale, dove l'essere neri diventa un motivo d'orgoglio ed una rabbiosa affermazione di rivendicazione culturale e sociale (accostabile a quello che aveva fatto Charles Mingus nel '63 con l'album The Black Saint and the Sinner Lady). L'autore vuole sottolineare che il jazz stesso è il linguaggio della nuova società che avanza, un jazz dalla fisicità tribale lontano da quello ben accetto presso la società dei bianchi, a tal proposito Shepp affermò: «Quei bianchi che frequentavano i localini di New Orleans pensavano di ascoltare musica dei "negri" ma si sbagliavano: ascoltavano musica americana.» Dopo tanto furore si passa al lato romantico di Shepp, la cover di Prelude to a Kiss di Duke Ellington, presentata però in maniera quasi irriconoscibile, come anche la finale The Girl from Ipanema lontana dall'orecchiabilità originaria. Il brano Malcolm, Malcolm Semper Malcolm è dedicato a Malcolm X, e svolge la funzione di intermezzo "recitato" di importanza cruciale nell'economia del disco, mentre Los Olvidados è un omaggio all'omonimo film di Luis Buñuel, ed è un pezzo basato sull'esperienza dello stesso Shepp come insegnante in una scuola per ragazzi disagiati.

## Tracce
Musiche di Archie Shepp eccetto dove indicato.
1. Hambone – 12:29
2. Los Olvidados – 8:54
3. Malcolm, Malcolm Semper Malcolm – 4:48
4. Prelude to a Kiss – 4:50 (Ellington, Gordon, Mills)
5. The Girl from Ipanema – 8:36 (DeMoraes, Gimbel, Jobim)
6. Hambone [Live] (Bonus track ristampa in CD, registrata dal vivo al Village Gate il 28 marzo 1965 (pubblicata in precedenza sull'album New Wave in Jazz) – 11:53

## Musicisti
- Archie Shepp - sassofono tenore
- Ted Curson - tromba
- Joseph Orange - trombone
- Marion Brown - sassofono contralto
- Reggie Johnson - contrabbasso eccetto traccia 3
- Joe Chambers - batteria eccetto traccia 3
- David Izenzon - contrabbasso sulla traccia 3
- J.C. Moses - batteria sulla traccia 3